# Mlýnice (Nová Ves)
Mlýnice je malá vesnice, část obce Nová Ves v okrese Liberec. Nachází se asi 3 km na severovýchod od Nové Vsi. Prochází zde silnice I/13. Je zde evidováno 18 adres. Trvale zde žije 28 obyvatel.
Mlýnice je také název katastrálního území o rozloze 1,2 km2.

## Historie
První písemná zmínka o obci pochází z roku 1595. Do roku 1946 nesla obec název Mühlscheibe.

## Pamětihodnosti
- Milník (kulturní památka ČR)
- Vodní nádrž Mlýnice na Albrechtickém potoce

## Další fotografie

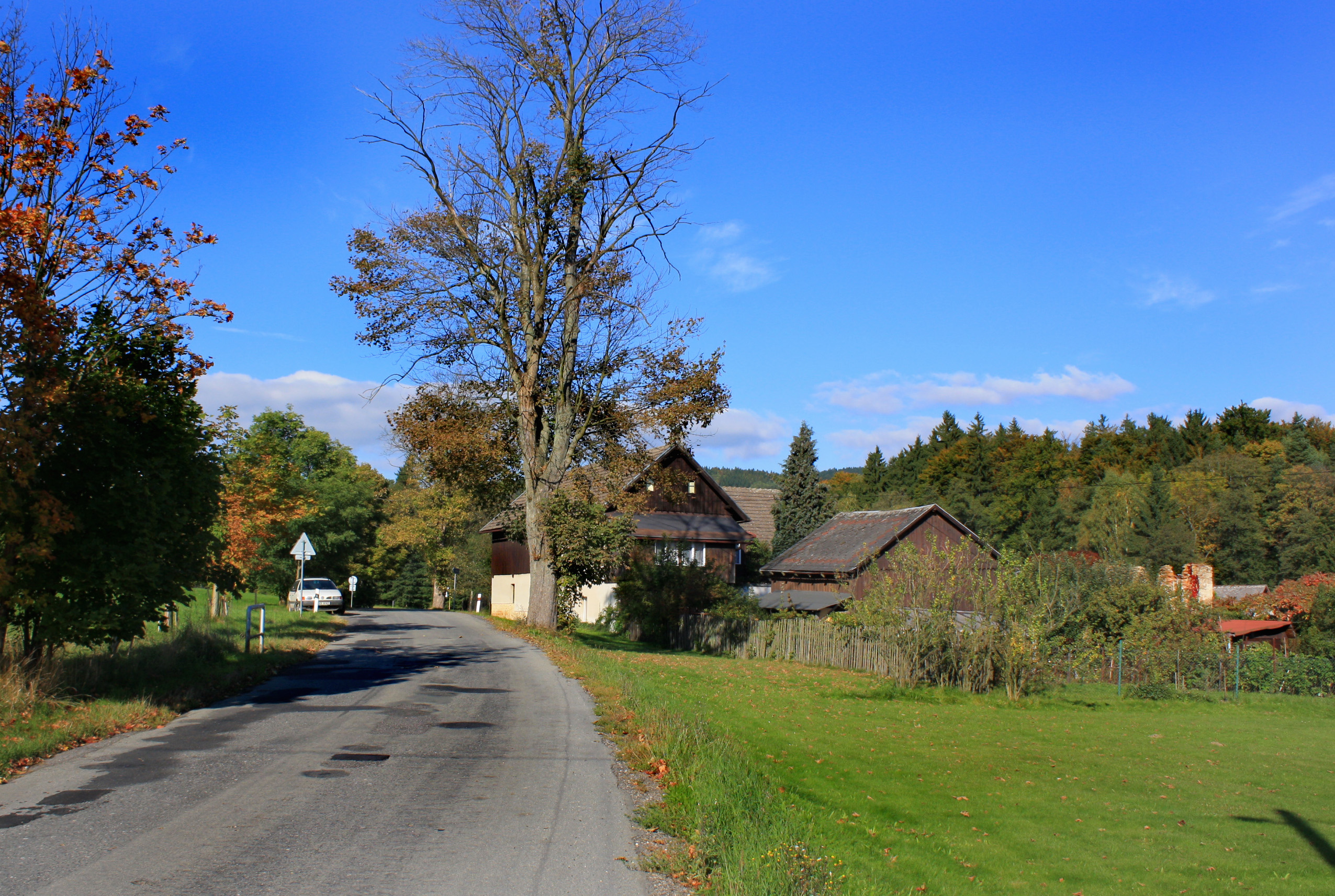
Severní část vesnice
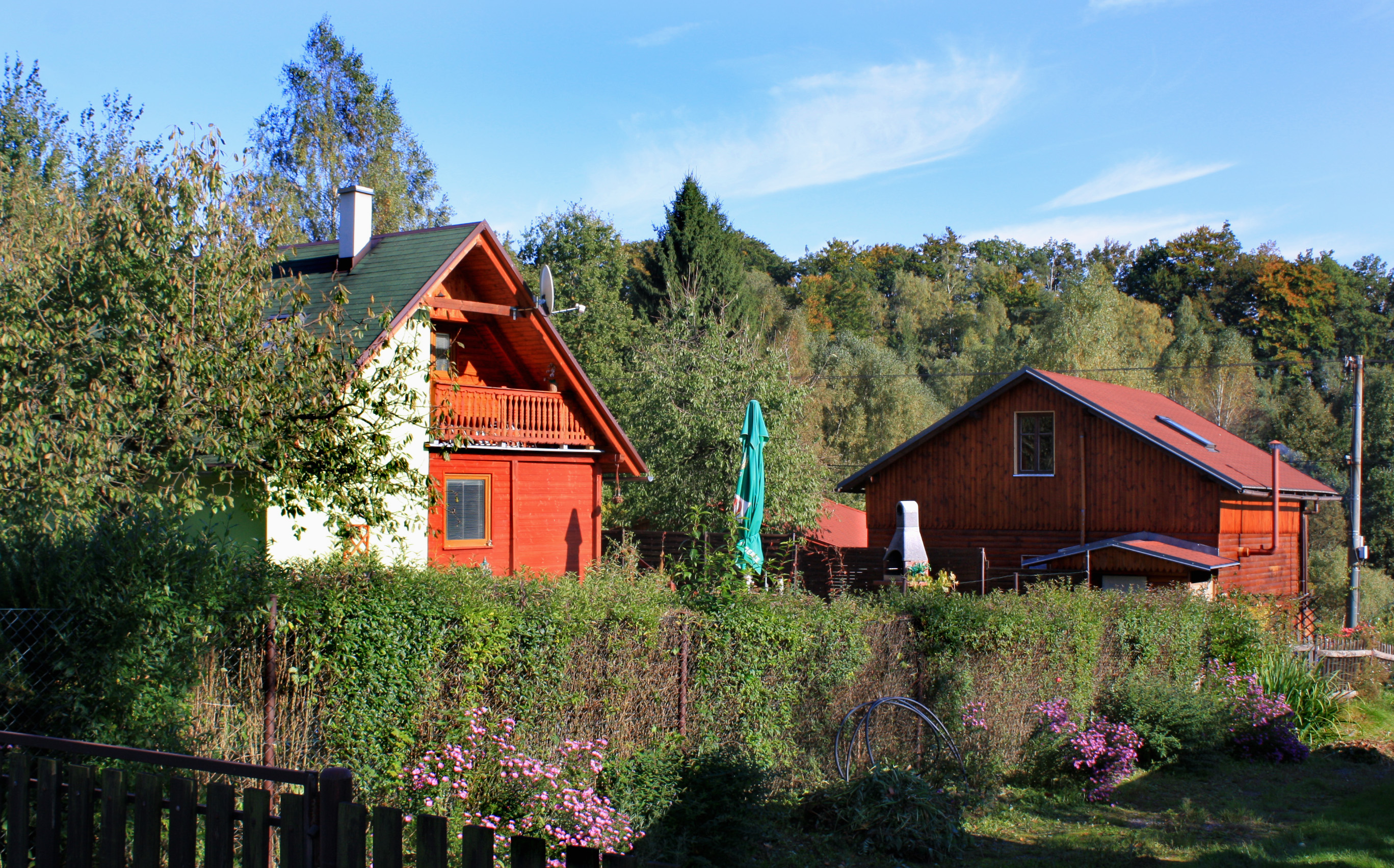
Zahradní domky
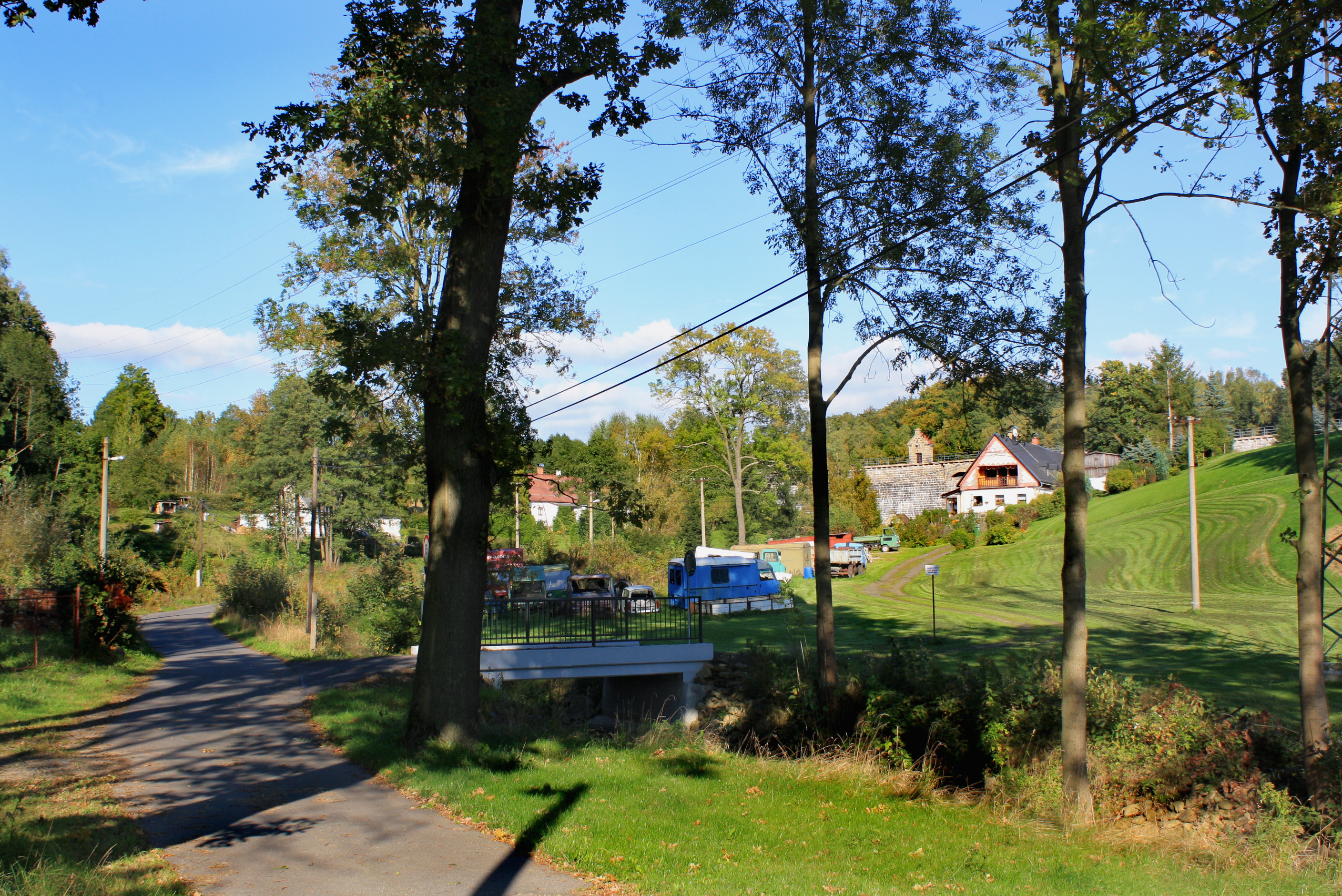
Jižní část vesnice s přehradní hrází